# Sören Link

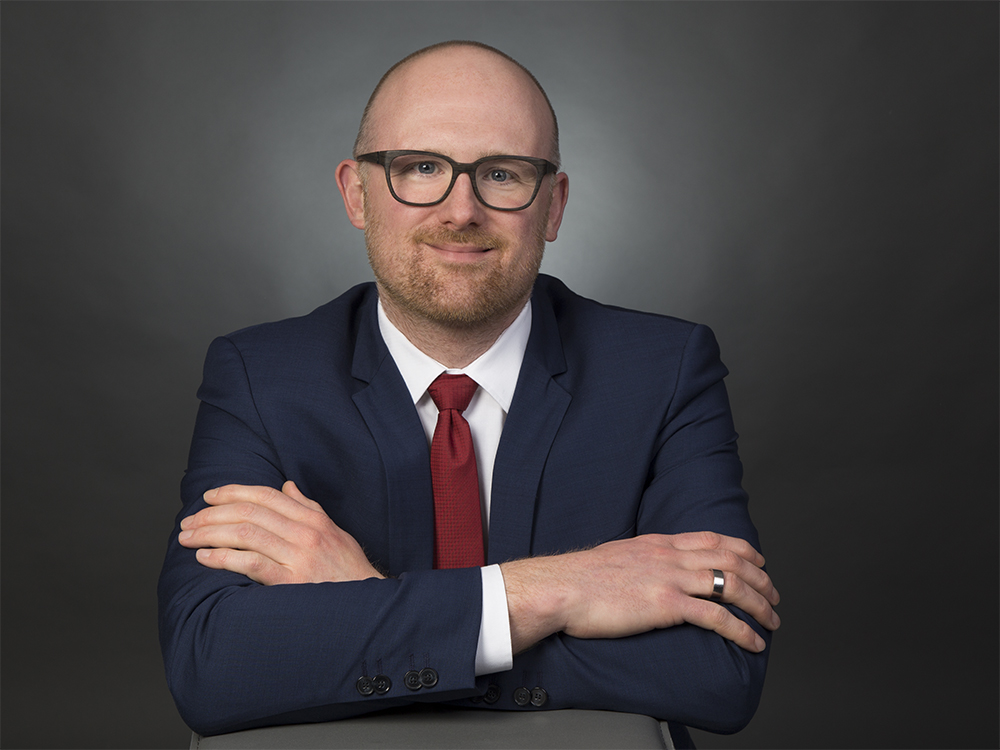
Sören Link (2016)

Sören Link (* 28. Juni 1976 in Duisburg-Hamborn) ist ein deutscher Politiker der SPD. Er war von 2005 bis 2012 Abgeordneter im Landtag von Nordrhein-Westfalen und ist seit 2012 Oberbürgermeister der Stadt Duisburg.

## Leben und Beruf
Sören Link machte sein Abitur 1995 am Kopernikus-Gymnasium im Duisburger Stadtteil Walsum. Nach seinem Grundwehrdienst studierte Link ab 1996
Politikwissenschaften an der Universität Duisburg-Essen. Das Politikstudium beendete er 1998 ohne Abschluss. Von 1998 bis 2001 absolvierte Link eine Ausbildung bei der Bezirksregierung Düsseldorf, die er 2001 als Diplom-Verwaltungswirt (FH) abschloss. Dort war er bis 2005 für Personalangelegenheiten von Lehrkräften an Gesamtschulen zuständig.
Er ist verheiratet und hat eine Tochter.

## Politik

### Partei
Link trat im April 1993 in die SPD ein und war von 1999 bis 2006 Vorsitzender der Jusos in Duisburg. Er war von 2018 bis 2023 stellvertretender Vorsitzender der SPD Nordrhein-Westfalen und gehört seit 2002 dem Vorstand des SPD-Unterbezirks Duisburg an.

### Landtagsabgeordneter
Sören Link war von 2005 bis 2012 Abgeordneter im Landtag von Nordrhein-Westfalen. Er war ordentliches Mitglied im Schulausschuss, im Innenausschuss sowie im Haupt- und Medienausschuss. Seit 2010 war Link schulpolitischer Sprecher der SPD-Landtagsfraktion. Als stellvertretendes Mitglied gehörte er den Ausschüssen für Familie, Kinder und Jugend, für Kommunalpolitik sowie für Wirtschaft, Mittelstand und Energie an. Der Wahlkreis von Link hatte bei der Landtagswahl 2010 eine Wahlbeteiligung von 48,5 %; Link erhielt 53,2 % der Erststimmen.

### Oberbürgermeister
Nach dem Bürgerentscheid über die Abwahl des Oberbürgermeisters der Stadt Duisburg wurde von der SPD Duisburg am 13. März 2012 die Kandidatur Links für das Amt des Oberbürgermeisters bekannt gegeben. Bei der Wahl am 17. Juni 2012 erhielt er 48,3 % der Stimmen und kam damit vor seinen CDU-Kontrahenten Benno Lensdorf, der 21,12 % erzielte. Er verfehlte jedoch die absolute Mehrheit und trat am 1. Juli 2012 zur Stichwahl an, die er mit 71,96 % der Stimmen gewann (Wahlbeteiligung 25,75 %). Am 24. September 2017 wurde Link mit 56,88 % bereits im ersten Wahlgang gegen den CDU-Kandidaten Gerhard Meyer wieder gewählt.
Im Oktober 2024 ordnete Link eine Razzia im „Weißen Riesen“ an. Dort deckten Beamte einen Kindergeld- und Unterhaltsbetrug auf und verhinderten unrechtmäßige Zahlungen in Höhe von 1,2 Millionen Euro. In diesem Haus befand sich nicht die Anzahl der angemeldeten Kinder und es wurden Ermittlungen wegen Leistungsbetrugs eingeleitet.

### Kontroverse um umstrittenen Polizeieinsatz
Nach einem umstrittenen Polizeieinsatz auf der Reinerstraße in Duisburg-Bruckhausen im Juni 2017 hatte sich Link deutlich hinter das Vorgehen der Duisburger Polizei gestellt. Link kommentierte den Polizeieinsatz mit den Worten: „dass größere Menschengruppen Einsatzkräfte, sei es Polizei, Ordnungsamt oder Feuerwehr, behindern, kann ein Rechtsstaat nicht akzeptieren. Asozial bleibt asozial – egal, aus welchem Land jemand stammt“, hatte der Duisburger Oberbürgermeister unmittelbar nach dem Vorfall geäußert. Die türkische Gemeinde in Duisburg forderte eine Entschuldigung von Link. Eine Sprecherin des Oberbürgermeisters sagte hierzu, „dass Herr Link sich nicht zu dem Verhalten eines einzelnen geäußert hat und dieses auch nicht bewertet. Seine Äußerungen beziehen sich auf den Tumult, der durch eine große Gruppe von Menschen entstanden ist und den ein Rechtsstaat nicht hinnehmen kann.“

## Sonstiges
Sören Link ist Vorsitzender des Verwaltungsrat der Sparkasse Duisburg und gleichzeitig im Aufsichtsrat der Stadtwerke Duisburg. Außerdem ist Link der Aufsichtsratsvorsitzende der Deutschen Oper am Rhein.